# 赫费斯提翁
赫费斯提翁（古希腊语： Ἡφαιστίων Hephaistíon；约前356—前324十月），或译赫菲斯定、赫菲斯辛、赫菲斯登、赫菲斯提昂，古马其顿贵族阿敏托尔之子，是亚历山大麾下的一员大将。他“在亚历山大众友中最为亲密，与其一起长大，知道他所有的秘密。”他们之间的亲密关系直至两人终生，并（被众人以及他们自己）比作是阿喀琉斯和帕特洛克罗斯。
赫费斯提翁的军事生涯功勋卓著。身为亚历山大大帝的御前近卫官，在十年亚洲东征期间，他统帅伙友骑兵，担负诸多重任，包括外交使命、架桥跨越大河天堑，围陷要塞，建立新城。赫费斯提翁不仅是一位战士，还与当世名哲亚里士多德、色诺克拉底通信，积极支持亚历山大融合希腊人和波斯人的尝试。亚历山大任命他为帝国的奇力阿克，正式将其立为第二统帅。亚历山大与大流士三世的女儿斯妲特拉成婚时，也让赫费斯提翁娶了斯妲特拉的姐妹德莉比娣丝，使其成为王族的一员。
前324十月，赫费斯提翁在埃克巴坦那突然去世，时年不过三十二岁左右。亚历山大被失去密友的悲恸击垮，并向锡瓦的神谕请愿，要赋予赫费斯提翁神格（因为亚历山大本人在此前征服埃及时被神谕认可为阿蒙之子，是人间之神）。神谕最终认可赫费斯提翁是神圣的英雄。赫费斯提翁的的遗体火化后，骨灰被带往巴比伦。仅仅八个月之后，亚历山大也在巴比伦与世长辞，彼时他还在筹划为赫费斯提翁建立不朽的纪念碑。

## 少时与教育

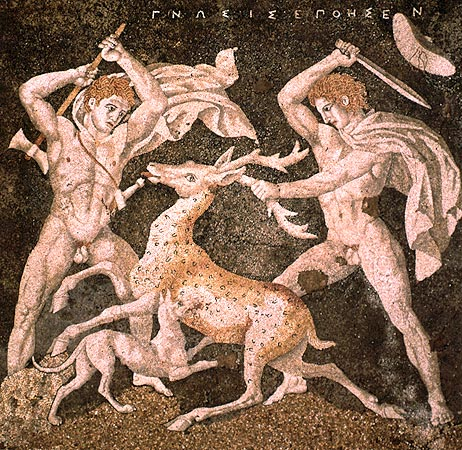
佩拉的牡鹿狩猎马赛克浮雕，约前300年。依据浮雕的年代和其中分上卷的刘海，浮雕上右侧的人物可能是亚历山大；而左侧持双头斧（这是赫菲斯托斯的象征）则很有可能是赫费斯提翁。

赫费斯提翁的家族溯源尚不明朗。有一种说法是他的祖先由雅典移居至马其顿，因为其名在当时的马其顿颇为少见，却与雅典卫城附近阿哥拉市集的赫菲斯托斯神庙相仿。赫费斯提翁的确切年纪也已经无从知晓，他更没有个人的传记存世——这大概是因为他死在亚历山大之前，而继业者们显然只会宣传自己。许多学者都记载赫费斯提翁的年纪与亚历山大相仿，那么可以合理假设他出生于前356年。据称赫费斯提翁十三岁时成为侍从，这在马其顿的贵族青少年中颇为平常。因为常在宫中行走，他大约即是此时遇见了亚历山大。
众所周知，亚历山大少年时在米埃扎接受亚里士多德的教育，并有许多贵族子弟伴读，他们未曾提及赫费斯提翁也是同窗，但亚里士多德通信集的目录中却提到了赫费斯提翁的名字（虽然信件的内容业已佚失）。他们甚至在亚历山大东征期间也保持通信，由此可见亚里士多德对赫费斯提翁的认可。再考虑到赫费斯提翁的地位，以及他与亚历山大的关系，可以推测二人接受了相仿的良好教育。
在米埃扎的日子两年之后，亚历山大身陷皮克索达拉斯事件，他的几位密友（哈帕拉斯、托勒密、尼阿卡斯、拉俄墨東和埃瑞吉亚斯）遭到腓力放逐，但赫费斯提翁不在其中。这也从一个侧面说明赫费斯提翁并不比亚历山大年长——因为这些流放犯都比亚历山大的年纪大，埃瑞吉亚斯更比亚历山大要大24岁。

## 军旅生涯
既然赫费斯提翁与亚历山大一同长大，那么他想必也从小就开始学习战斗骑御。他第一次上战场很可能是在亚历山大摄政时随他一起敉平色雷斯人（前342年）以及前338年的喀罗尼亚战役，彼时他们都年未满二十。在亚历山大早期的征伐中，赫费斯提翁与其他密友一样，并未名列高阶军官之中。这说明他们的晋升是依靠功勋积累，而非与亚历山大的个人关系。

### 波斯战争
赫费斯提翁并非一介武夫。自打随军出征，他就开始承担特殊任务。史料中提到他第一次执行的任务就具有非常重要的外交意义。在伊苏斯之战（前333年）后，亚历山大继续向南，前往腓尼基海岸，接受了西顿的投降。赫费斯提翁“受命为西顿人寻找一位最合适的王”。赫费斯提翁寻访当地人，找到一位王室远亲阿布达莫罗尼斯，品性诚实却处境寒微，为人种菜过活。阿布达莫罗尼斯后来的统治颇为英明，足证赫费斯提翁有识人之贤。
泰尔攻城战（前332年）之后，亚历山大将舰队交给赫费斯提翁，命其沿海岸进军加沙，自己则率陆军前进。赫费斯提翁此行不易，他麾下并不是远征军开拔之初的雅典舰队，而是一路行军以来混杂的多国部队，其忠心尚待考验。统领这样一支部队无疑需要十足的耐心和力量。
据普鲁塔克记载，在埃及期间，赫费斯提翁曾外出执行任务，不在亚历山大身边，在此期间两人有过通信。赫费斯提翁具体从事何种任务，普鲁塔克没有提及。但历史学家安德鲁·楚格在著作中提出：“考虑到当时的境况，赫费斯提翁很有可能在这个关键节点劝说亚历山大和狄摩西尼达成协议，使得亚基斯的叛乱没有拉拢到雅典。就这一点而言，赫费斯提翁在很大程度上拯救了马其顿在希腊的地位。”
亚历山大在埃及求得神谕后，马其顿联军出发前往幼发拉底河。马其顿人筑桥时，受大流士之命的马扎亚斯就在河对岸。著名历史学家罗宾·莱恩·福克斯就推断此时马扎亚斯和赫费斯提翁之间有过交往：“高加米拉的胜利有一部分就是此时在幼发拉底河畔赢得的。亚历山大之后让马扎亚斯继任原职，与其说是宽宏大量，倒不如说是早就安排好的奖赏。”
高加米拉战役是赫费斯提翁的军阶第一次见于史册，他被称为“御前近卫官司令”。这支部队人数不多，都由国王的亲密好友组成，旨在与国王一起上阵厮杀。据阿里安记载，赫费斯提翁总是与亚历山大一起共入危局；库尔提斯更是提到赫费斯提翁在手臂上有一处矛伤。

### 融合政策
前329年到前328年之交，亚历山大驻军巴克特里亚，并开始实施民族融合的政策，意图消除希腊人和征服的其他种族之间的差异。他穿上了当地的仪式服装，庆祝当地的节日，遵循当地的习俗，并意图实施服从礼——在马其顿人的传统中，这种礼节只适用于诸神，并以此接纳波斯的生活方式。亚历山大先是只在征服民族面前实施，后来扩大到自己的密友（赫费斯提翁当然在列），并戴上了波斯大王的金冠。
亚历山大的计划并未得到大多数马其顿人的支持，甚至引发了一场阴谋，位高权重的菲罗塔斯牵涉其中，负责审问并行刑的便是赫费斯提翁、克拉特鲁斯和科那斯。事后亚历山大放缓了自己的步调，但从未放弃。他选择了30000名当地少年，以希腊的方式教育，装备马其顿武器，以此培养未来的主力军。他也向当地人推广了马其顿的习俗，希望“将自己的统治建立在忍让和自愿臣服的基础上，而不仅仅是暴力。”
亚历山大在民族融合的道路上越行越远，于前327年春迎娶了巴克特利亚贵族奥克夏特斯的女儿罗克珊娜。这一举动更是让他麾下的马其顿旧部不满。自打希波战争以来，希腊就对亚洲的“蛮族”心怀蔑视，就连当世的贤哲也表明希腊人与”蛮族“之间的差别不可弥合，其中包括柏拉图、色诺芬、伊索克拉底 ，甚至还有亚历山大的恩师亚里士多德。他主张亚洲人“天生就是奴隶”，应该待希腊人为亲友，而将波斯人视为动植物。
亚里士多德的随军史官卡利斯提尼是亚里士多德的侄孙，也和他秉承相似的观念。亚历山大于前327年春安排过一场小小的实验，席间包括赫费斯提翁在内的诸位将军都向亚历山大行了服从礼；而卡利斯提尼则拒绝照办。事后卡利斯提尼侍从卷入侍从叛乱，下狱后很快去世。此事也使得亚历山大与亚里士多德关系的终结。
民族政策成为亚历山大随后的心头之重。他拒绝亚里士多德将人类一分为二的理论，而是用善恶评判不同民族的人，这和斯多噶派、埃拉托斯特尼的哲学理念相合。亚历山大发现，在自己的诸位将领中，赫费斯提翁最为全身心地支持融合同化的政策，同意改变自己的生活方式。他将与被征服民族的事务都交给赫费斯提翁，而让军功卓著的克拉特鲁斯负责马其顿人。

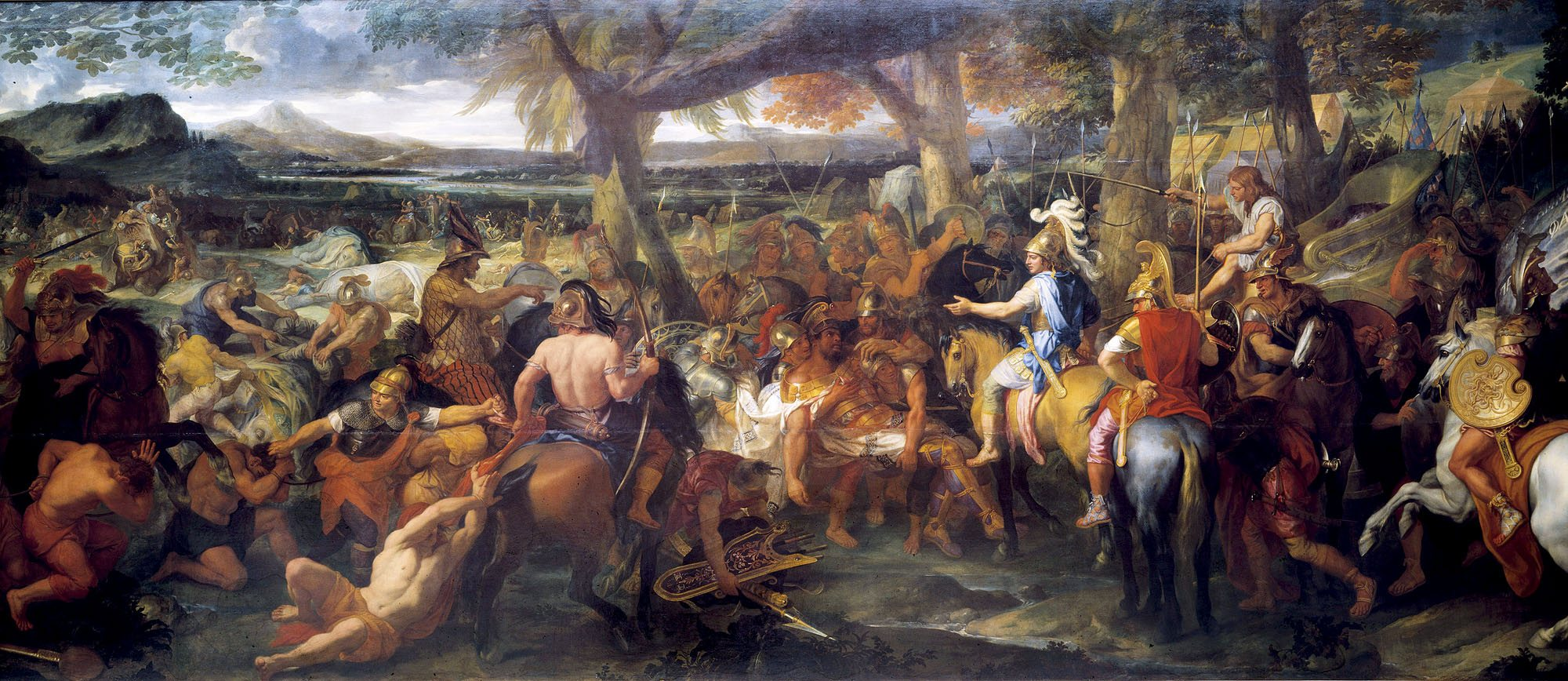
勒布伦《亚历山大与赫费斯提翁见波鲁斯王》，描绘的就是希达斯皮斯河战役。图中红袍者为赫费斯提翁。

### 远征印度
前327年春，亚历山大分兵进军印度，自己率领一军从北前往斯瓦特河谷，而赫费斯提翁和佩尔狄卡斯则带领数量可观的另一支军队跨越开伯尔山口。亚历山大给赫费斯提翁的命令是：“无论是战是和，征服行军途中的一切地区，前往印度，为跨河做好准备。”他们深入政治和地理环境一片陌生的未知疆域，赫费斯提翁途中当机立断，作出决策，成功到达印度，将途径地区纳入版图，并开始为渡河做准备。
在希达斯皮斯河战役（前326年）那场青史留名的骑兵冲锋中，赫费斯提翁也在其列。 此战之后，远征军踏上回国的归途。亚历山大兵分两路，他将精英部队和两百头战象都交给赫费斯提翁，让他们沿着希达斯皮斯河西南岸前行。而亚历山大自己则借由朝臣提供的船只走水路。阿里安列出了这些三列桨座战船的“荣誉船长”，而赫费斯提翁在其中名列第一。
进入敌境后，亚历山大将军队一分为三，赫费斯提翁的部队“提前主力五日出发，旨在截取俘虏当地敌军，保证我军快速推进。”亚历山大在进攻马利亚人的城市时身受重伤，便将更多的军队交给赫费斯提翁统率。抵达印度河三角洲之后，赫费斯提翁着手建造要塞和港口，以供舰队同行。亚历山大行军抵达时，赫费斯提翁已筑起拉姆巴希亚城。他随后追随亚历山大穿越险恶的格德罗西亚沙漠，与大帝分担痛苦。回到苏萨后，亚历山大表彰了赫费斯提翁的勇气。

## 个人关系

### 亚历山大
赫费斯提翁的个人关系如今已所知甚少，但他与亚历山大的亲密关系人所众知。亚历山大平易近人，颇有魅力，朋友众多，但其中最亲密、最信任的绝非赫费斯提翁莫属。他们的亲密自孩童时起，历经整个青春，伴随亚历山大成王，共历远征的艰险、宫廷的阿谀，直到他们的婚姻。
两人的导师亚里士多德将友谊形容是“分在两个身体里的同一灵魂”，而他们也以此践行。狄奥多罗斯、阿里安和库尔提斯都描述了相同的一幕：在伊苏斯之战后，亚历山大与赫费斯提翁一道看望被俘的波斯王族。两人衣着相仿，波斯的西绪甘碧丝太后错将身材更高的赫费斯提翁认作亚历山大，朝他下拜，乞求一家的性命。她发现自己的错误时尴尬万分，但亚历山大饶恕了她，回道：“您没错，老妈妈，他也是亚历山大。”他们彼此的爱意不加掩饰。赫费斯提翁在给亚历山大的母亲奥林匹娅斯回信时写道：“亚历山大对我们来说重于一切。”阿里安记载亚历山大在赫费斯提翁去世后将其称为“我珍如己身的挚友”。保罗·卡特里奇在描述他们的亲密时说道：“亚历山大确将赫费斯提翁视如另我。”

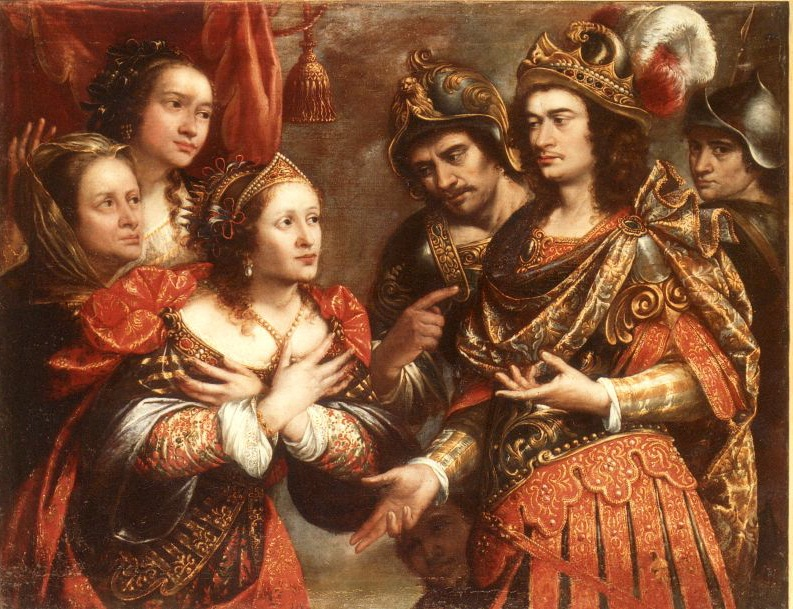
亚历山大面见大流士一家,苏斯特曼斯绘，图中可见赫费斯提翁指向亚历山大。

亚历山大和赫费斯提翁不仅是情感上的伴侣，也是工作上的伙伴。亚历山大实现的伟业，赫费斯提翁皆在其侧。纵观赫费斯提翁的生平，不难发现亚历山大长久的信任和日益隆重的信赖。尤其是进军印度之后，老一辈的将领已经凋零，新一代的忠诚却有待考验，他们不懂得亚历山大接纳波斯人从军的用意，能力也不足。亚历山大多次分兵时，总是将一军交托给赫费斯提翁，知道他的忠诚永不变节，明白他懂得自己的意图，并且能完成使命。
赫费斯提翁与诸将一样是亚历山大的顾问，但亚历山大每每需要私人对话，分享自己的思想、希望和计划的时候，他总是去找赫费斯提翁。库尔提斯曾说赫费斯提翁分享了亚历山大所有的秘密。在普鲁塔克的记载中，亚历山大要推行的变革颇具争议，而赫费斯提翁就是与其商讨之人，并负责安排实施。
从印度回到波斯后，赫费斯提翁已经正式成为亚历山大的左膀右臂，也是他的内兄。N·G·L·哈蒙德在自己书中描绘两人的公开关系时写道：“亚历山大待赫费斯提翁如此亲密，有如阿喀琉斯对待帕特洛克罗斯，这一点儿也不叫人惊讶。”“赫费斯提翁身亡时已是位极人臣，统率伙友骑兵，更是亚历山大亚洲宫廷的第二把手。赫费斯提翁既是亚历山大最亲密的朋友，也在他麾下诸将中排名第一。”

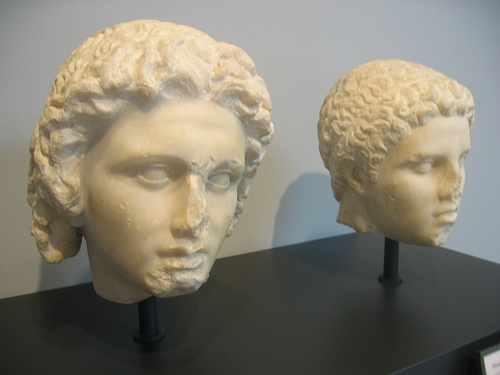
亚历山大(左)与赫费斯提翁 (右)。J·保罗·盖蒂博物馆。

虽然希腊和罗马作家在提及赫费斯提翁时，都只称是亚历山大的“密友”，但有些现代学者认为，他们也是恋人。这源自亚历山大将赫费斯提翁称为“Philalexandros”（亚历山大之友）。而在古希腊语中，朋友“φίλος” （Philos）也用于同性的爱人或床伴。
阿里安和普鲁塔克都记载亚历山大与赫费斯提翁将自己比作是荷马史诗中阿喀琉斯和帕特洛克罗斯的化身。亚历山大向来钟爱《伊利亚特》，远征亚洲之前，他率领一支军队前往特洛伊，向阿喀琉斯之墓献上花环，而赫费斯提翁则对帕特洛克罗斯之墓献花。接着二人全裸竞速，以此向死去的英雄致意。荷马并未提及阿喀琉斯与帕特洛克罗斯是同性恋人，但托马斯·R·马丁和克里斯托弗·W·布莱克威尔认为“后世的作家”已确定了这一理论，其中甚至包括亚赫二人同时代的巨擘埃斯库罗斯和柏拉图。雅典的演说家埃斯基涅斯曾明确谈及这一问题：“荷马确实没有定义阿喀琉斯和帕特洛克罗斯之间是爱或友谊，因为他觉得二人之间彼此的爱意如此明显，早已在读者心中根深蒂固，无需赘言。”而罗宾·莱恩·福克斯得出的结论则是：“此次祭献颇为重要，是赫费斯提翁第一次出现在亚历山大的生平之中，而此时他们已经亲密无间。在亚历山大的时代，阿喀琉斯和帕特洛克罗斯之间的关系无疑就是两人的映射，直到他们生命的终结。”
托马斯·R·马丁和克里斯托弗·W·布莱克威尔认为，在亚历山大和赫费斯提翁的年代，大部分希腊人都觉得同性恋不正常，但安德鲁·楚格、罗宾·莱恩·福克斯和其他学者都表达了不同的意见。艾娃·坎塔雷拉称古希腊对男子双性恋有极强的接受度，公众基本不会对其有所限制。对希腊人来说，“同性恋并不是一种鲜见的选择。爱上另一个男子并不是离经叛道、与众不同、心理变态，那不过是一种人生体验，展示了情感和性欲的驱使，在人生漫长的过程中会转变为（有时还是同时具备）对女子的爱意”。不过，不同的城邦对待同性恋的态度并不相同。有些罗马或者之后时代的作家会用雅典的例子，推断亚历山大和赫费斯提翁在少年时曾是同性伴侣，发生过关系；或者他们之中年长的是爱者，而年幼一点的则是被爱者。（见古希腊少年爱）
这样的推论影响至今，许多作家（比如玛丽·瑞瑙特）或者导演（比如奥利弗·斯通）都予以采纳，在自己的作品中表现了出来。保罗·卡特里奇坦言：“流言如此——而这流言是如此真实——亚历山大和赫费斯提翁之间一度超越了友谊。”阿里安则将特洛伊之行描述为：“赫费斯提翁是亚历山大的被爱者，恰如帕特洛克罗斯至于阿喀琉斯。”
不过，雅典的案例可能并不适用于马其顿。罗宾·莱恩·福克斯论述：“多利安人的后裔在同性恋问题上更加公开，尤其是统治阶级。马其顿诸王尤其坚守多利安传统。”这并非一种时尚，而是根植于多利安人内心的传统。所以马其顿人要比雅典人更接近圣军的传统。琉善在其作品中描绘了两人对话的场景，暗示赫费斯提翁整夜都在亚历山大的御帐中度过。普鲁塔克在描述两人之间的亲密时，提到赫费斯提翁会和亚历山大一起读信，而亚历山大会将戒指在赫费斯提翁的唇上引下一吻。
当然，最能体现两人关系本质和持久的，还是亚历山大在赫费斯提翁死后的悲恸。阿里安记载亚历山大“伏在密友的尸体上，整日涕泪交加，不愿分开，直到被伙友强行拉走。”楚格对此论道：“亚历山大对赫费斯提翁去世的反应之剧烈，足以证明他们的关系早已超越一切友谊的亲密。”。

### 其他关系
在亚历山大的其他将领中，与赫费斯提翁关系最密切的可能就是佩尔狄卡斯。他们一起率军前往印度河谷。亚历山大有众多副手可以自由指派，而他任命了此二人。 他们共同进发，立下大功。赫费斯提翁势必将佩尔狄卡斯视为志同道合的战友。尤其是在希达斯皮斯河与波鲁斯王大战，团队合作至关重要，而亚历山大将统率骑兵渡河的危险任务交托给了二人。

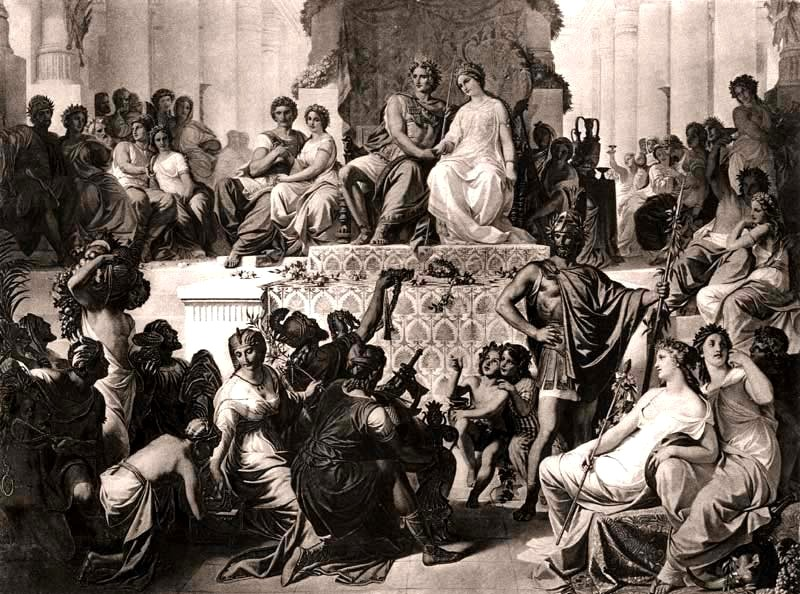
苏萨集体婚礼，亚历山大与斯妲特拉（左）、赫费斯提翁与德莉比娣丝（右）

赫费斯提翁与西方世界最伟大的君王如此亲密，势必会在宫廷中引起许多摩擦和嫉妒。但值得注意的是，他树敌颇少。阿里安记载了赫费斯提翁和亚历山大的书记官欧迈尼斯有过一场争执，但记载有部分佚失，不知他们争执的原因，只知赫费斯提翁随后被迫为这场争执作出弥补。不过，普鲁塔克在《希腊罗马名人传》中记载欧迈尼斯时，提到这场争执的起因不过是要为长笛手找一个住处。但这样一件琐事也暴露了平日深藏的敌意。书记官和君王之间的关系往往非同一般，而赫费斯提翁居然和大帝更为亲密，这或许难免招致些许嫉妒。
赫费斯提翁唯一一次与将领的争吵是和克拉特鲁斯不合。这又是一次关于亚历山大的同化政策的争执。普鲁塔克记载：“由此两方之间敌意渐长，甚至变成了公开的冲突。在前往印度的途中剑拔弩张……”亚历山大珍惜克拉特鲁斯的将才，介入其中，要求双方严正起誓和解。可见同化政策这一议题已经持续成为军中紧张气氛的根源。同时也可见赫费斯提翁将亚历山大的意愿视为自己的使命，无论要求什么都会办到。前324年夏，赫费斯提翁给出了自己爱意的最终证明。在亚历山大迎娶大流士之女斯妲特拉作为第二任妻子的时候，赫费斯提翁也迎娶了新娘的姐姐德莉比娣丝。
亚历山大迎娶大流士之女具有重要的政治意义，表示他与波斯统治阶级的融合。而赫费斯提翁的婚姻则将他融入了王室，成为亚历山大的连襟。而阿里安记载亚历山大所求更多，他“想做赫费斯提翁孩子的舅舅”。这样他们的孩子将血脉相连，有朝一日，他们共同的后裔还将戴上马其顿和波斯的王冠。

## 去世与葬礼

### 去世
前324年春，完婚不久的赫费斯提翁离开苏萨，陪伴亚历山大与军队前往厄克巴特纳。大军在秋日抵达，随即开始举办竞技会和庆典。恰在此时赫费斯提翁开始发烧。阿里安记载他烧了七日，随即病危，亚历山大从竞技会赶赴他的病榻，但没来得及。普鲁塔克则说赫费斯提翁年轻力壮，久经沙场，未遵医嘱。趁着医官格劳西亚斯去看戏的时候，他大快朵颐，咽下一整只鸡和一大罐酒，随即发病去世。
综合赫费斯提翁的病史，包括其高烧、中途好转（正因此亚历山大和医生才会任其独处）及食欲的恢复，可见是餐食导致旧病复发，迅速去世。具体病症尚不清楚，玛丽·瑞瑙特推测可能是伤寒所致，病人进食固体可能会导致溃疡穿孔，进而引发致命的内出血。但她也承认：“这么年轻，还在康复，却突遭变故，真实病因确实难以知晓。”
赫费斯提翁死后遗体火化，骨灰运往巴比伦。讽刺的是，对赫费斯提翁葬礼的记载颇为详尽，远超其一切生平。这当然是由于亚历山大“无可自已的悲伤”。他下令所有战马剪去鬃毛和马尾，推倒城墙，禁止乐舞。 亚历山大三日之内不曾进食，只是哀悼，并吊死了赫费斯提翁的医生。阿里安更提到，亚历山大甚至为此推倒了厄克巴特纳的阿斯克勒庇俄斯神庙并剪去自己的头发——这与阿喀琉斯哀悼帕特洛克罗斯的方式如出一辙。帕特洛克罗斯死后，阿喀琉斯在火葬柴堆旁“杀死了十二个出生高贵的青年”。普鲁塔克记载亚历山大随即出兵征讨科赛亚人，大肆杀戮，也是在以类似的形式为赫费斯提翁举哀。
亚历山大下令全境一律服国丧，要求“众多将士出于对亚历山大的尊敬，向死者献上自己和武器”。军队也将铭记：亚历山大没有任命别人继任伙友骑兵的统帅，他“希望赫费斯提翁之名长存，他的军团依然保持原名，他的画像也留在阵前。”
亚历山大派遣使节前往锡瓦，询问阿蒙的神谕，想让赫费斯提翁也成为诸神的一员。神谕回复说赫费斯提翁不能成为神灵，但可以作为神圣的英雄接受崇拜。亚历山大对此也满意了，“由此看到自己的密友接受了英雄祭仪的荣耀。”在塞萨洛尼基考古博物馆，就存有一块祭祀铭牌写着：“致英雄赫费斯提翁”。

### 葬礼
赫费斯提翁的葬礼极其盛大，根据记载的不同，大约花费了一万到一万两千塔兰同。亚历山大亲自驾驶灵车返回巴比伦，一同驭车的是赫费斯提翁信任的朋友佩尔狄卡斯。在巴比伦，三千名竞技者参与了赫费斯提翁的葬礼竞技会，此等盛况，无论是规模还是花费，都令之前所有类似的活动黯淡无光。 亚历山大特别聘请“创意闻名，作品壮观大胆又夸张的”狄诺克拉底为赫费斯提翁建造华美的火葬柴堆。
最终的方形柴堆高有六十米，呈阶梯状向上。第一层是装饰是二百四十艘战船，船头金制，每艘船都配有军士，船与船之间有红旗装饰；第二层又分为三部分，底下是举着火炬的蛇，中间是金花环，上面则是火焰包围的雄鹰；第三层是狩猎的场景；第四层是黄金描绘的人马之战；第五层是金牛金狮；第六层是马其顿和波斯的军队；第七层，也就是顶层，则是镂空的塞壬，葬礼时会有歌手藏在里面唱出哀歌。这个柴堆可能并未烧毁，而是作为陵墓或纪念建筑长久保存。倘若如此，它很可能跟其他昂贵的项目一样，到亚历山大去世都未完工。
葬礼当日，亚历山大下令熄灭神庙的圣火。而这在巴比伦是大王殡天才会有的习俗——由此可见赫费斯提翁在大王本人心中地位之重。

## 原始文献
古代史料
- Arrian, The Campaigns of Alexander
- Plutarch, Life of Alexander.  （页面存档备份，存于）
- Quintus Curtius Rufus,  The History of Alexander.
- Diogenes Laërtius, Lives and Opinions of Eminent Philosophers: Aristotle
- Diodorus Siculus, Bibliotheca Historica

现代研究
- Cartledge, Paul (2004) Alexander the Great: The Hunt for a New Past. London: Macmillan. ISBN 1-4050-3292-8

- Robin Lane Fox, Alexander the Great. Penguin Publishers.
- Mary Renault, The Nature of Alexander.
- Waldemar Heckel, The Marshalls of Alexander's Empire. (London and New York 1992)
- Bosworth, A.B. . New York: Cambridge University Press. 1988.
- Heckel, Waldemar (2006) Who's Who in the Age of Alexander the Great. MA, USA: Blackwell. ISBN 1-4051-1210-7
- Chugg, Andrew Michael (2006) Alexander's Lovers. Lightning Source UK Ltd. ISBN 978-1-4116-9960-1
- Bose, Partha. Alexander the Great's Art of Strategy. Crows Nest, N.S.W: Allen & Unwin. 2003. ISBN 1-74114-113-3
- Hammond, N.G.L. (1980 2nd edition) Alexander the Great: King, Commander and Statesman. Bristol Press. ISBN 1-85399-068-X
- Hammond, N.G.L. (1997) The Genius of Alexander the Great. London: Duckworth. ISBN 0-7156-3341-4

## 外部連結
- Livius （页面存档备份，存于）, Hephaestion （页面存档备份，存于） by Jona Lendering
- Hephaistion - Philalexandros by Jeanne Reames.